# Rafael Springer
Rafael Springer (Zürich, 1958) is een Luxemburgs beeldhouwer, kunstschilder, auteur en voormalig ijshockeyspeler.

## Leven en werk
Springer is een zoon van Duitse ouders, de violist en dirigent Alois Springer en schrijfster Karin Jahr. Hij woont sinds 1965 in Luxemburg en werd in 2001 genaturaliseerd. Springer is sinds 1982 zelfstandig kunstenaar en als zodanig autodidact. Hij beeldhouwt, schildert, maakt litho's en keramiek en schrijft proza. Hij exposeert sinds 1988, onder meer vanaf 1993 bij de Cercle Artistique de Luxembourg (CAL) en een aantal malen op de Biennale d'Art Contemporain de la commune de Strassen. Hij ontving voor zijn werk de Prix Pierre Werner (2002) op de Salon du CAL en een eerste prijs op de Strassense biënnale (2011). 
Springer speelde ijshockey bij Tornado Luxembourg en was verdediger bij het nationale ijshockeyteam (2001-2009).

## Enkele werken
beeldhouwwerken
- 2009: La gonflée, 4 meter hoge polyester plastiek aan de Rue Godchaux in Hamm.
- 2020: Le radeau de la méduse.

proza
- 1994: Alarm - Briefe an mich. Éditions PHI.
- 2007: Die Wurst. Das Ende. Der Welt. - Eine Zeitnahme. Eigen uitgave.
- 2007: Die alte Waschmaschine. Eigen uitgave. Kort verhaal, met illustraties van Dani Neumann.

## Onderscheidingen
- 2002 Prix Pierre Werner
- 2011 1e prijs op de 6e Biennale d'Art Contemporain in Strassen[5]